# Normalobjektiv

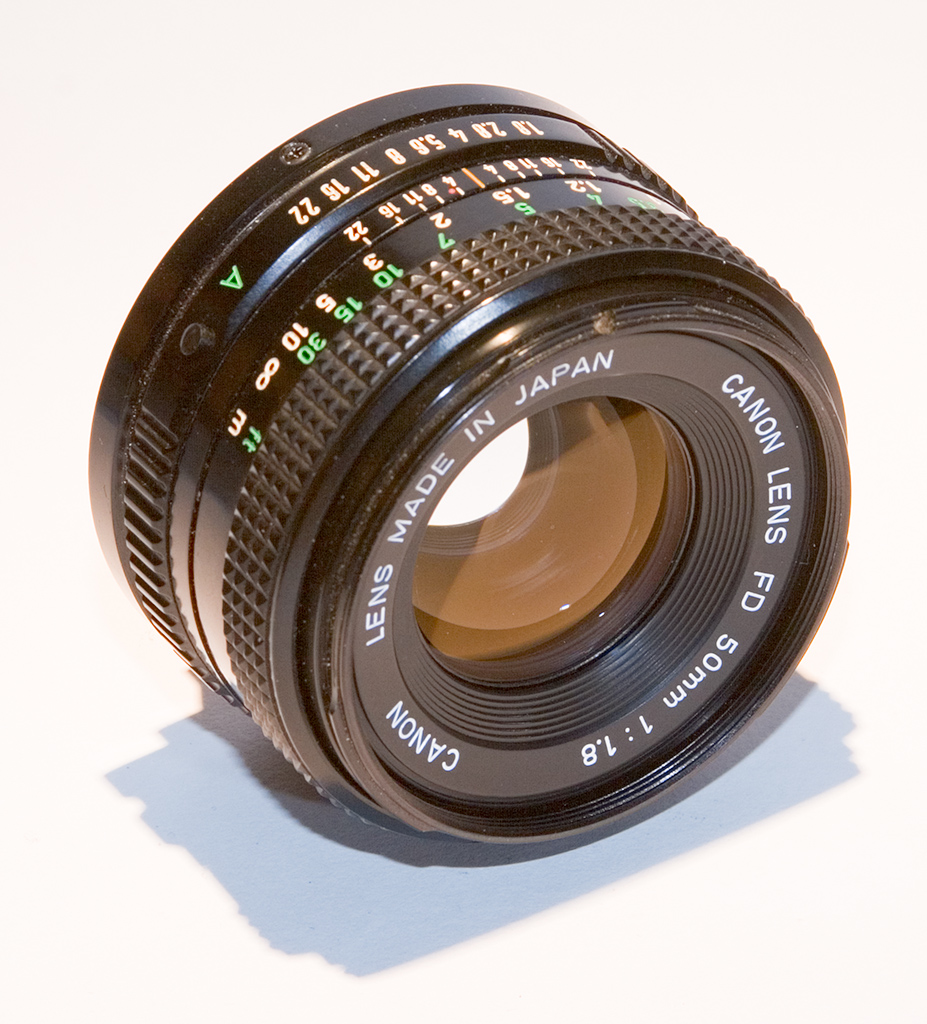
50-mm-Normalobjektiv für eine Kleinbild-Spiegelreflexkamera

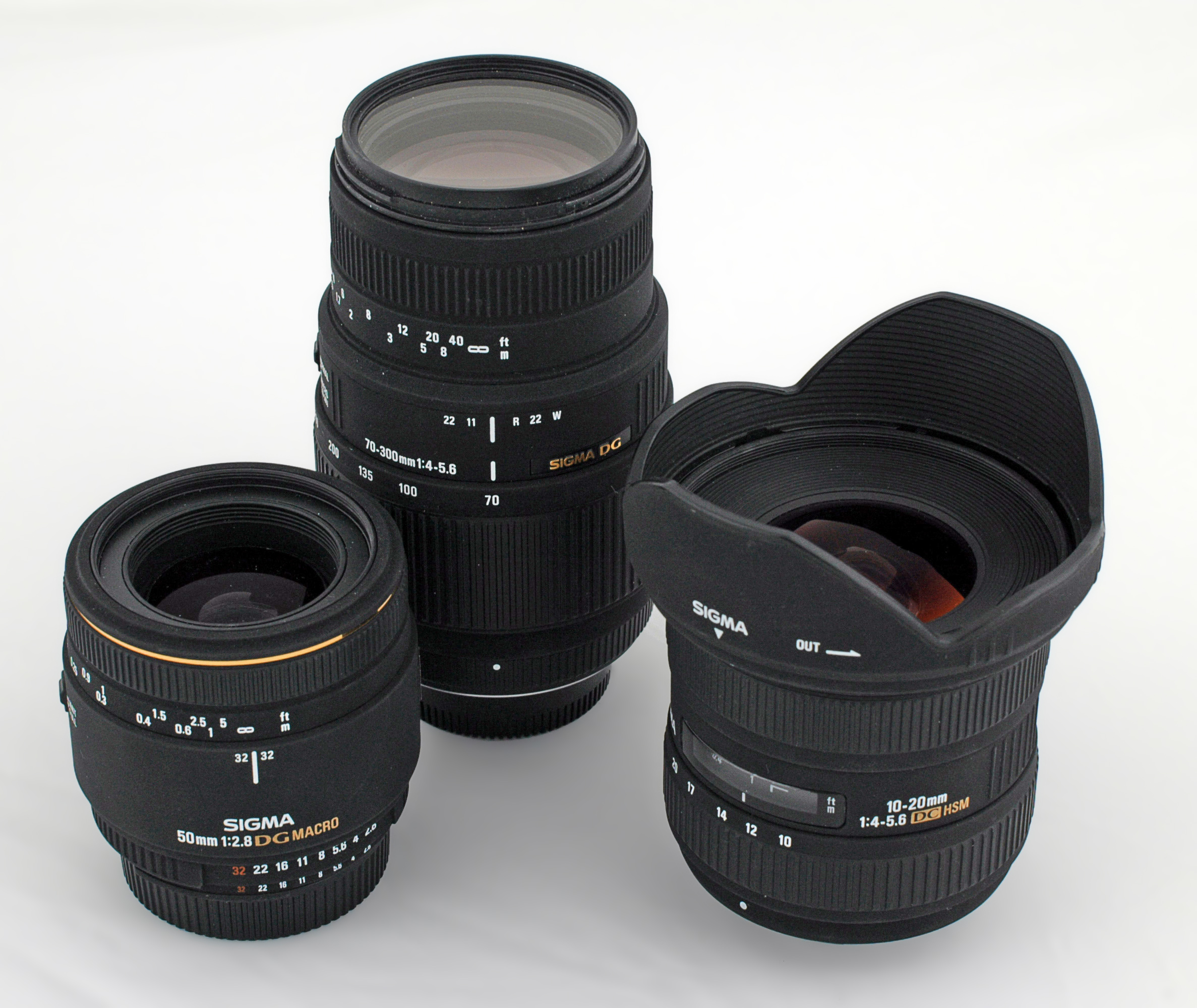
Normalobjektiv, Tele und Weitwinkel (v. l. n. r.) im Vergleich

Als Normalobjektive gelten in der Fotografie Objektive mit einer Brennweite, die etwa der Diagonalen des Aufnahme-Bildformats entspricht (Größe der Normalbrennweite). Damit ergibt sich unabhängig vom Aufnahmeformat rechnerisch ein Bildwinkel (diagonal) von etwa 53 Grad, in den meisten Fällen ist der genutzte Bildwinkel jedoch etwas geringer und liegt etwa im Bereich zwischen 40 und 50 Grad.
Objektive mit einer kürzeren Brennweite (und größerem Bildwinkel) als Normalobjektive werden als Weitwinkelobjektiv bezeichnet, Objektive mit längerer Brennweite (und kleinerem Bildwinkel) als Fern- oder Teleobjektive.

## Eigenschaften
Vor der massenhaften Verbreitung der Zoomobjektive wurden Spiegelreflexkameras meist zusammen mit einem Normalobjektiv verkauft. Aufgrund der hohen Stückzahlen und der unkomplizierten, optisch oft nahezu symmetrischen Konstruktion sind Normalobjektive die preiswertesten lichtstarken Objektive mit meist ausgezeichneten Abbildungseigenschaften.
Gängige Normalobjektive für das Kleinbildformat haben fast immer Anfangsöffnungen von 1:1,8 bis zu 1:1,4, für die Mittelformate 1:2,8 bis 1:1,9. Andere Brennweiten, die so lichtstark sind, sind deutlich aufwändiger zu bauen (größere Linsen erforderlich) und deutlich teurer. Es gibt Normalobjektive für das Kleinbildformat auch mit Anfangsöffnungen von 1:1,2 oder sogar 1:0,95.
Bei der heute üblichen Einteilung von Festbrennweiten sind Normalobjektive die Objektive mit der kürzesten Brennweite, die bei „einäugigen“ Spiegelreflexkameras keine Retrofokuskonstruktion erfordern. Kürzere Brennweiten erfordern bei diesen Kameras zusätzliche Linsen, um hinter dem Objektiv genug Platz für den Schwingspiegel zu schaffen, was den Aufwand für Konstruktion, optische Korrektur und Herstellung vergrößert.

## Aufnahmeformate
Bei Spiegelreflexkameras für das Kleinbildformat hat sich eine Brennweite von 50 mm in der Praxis durchgesetzt, obwohl die Diagonale des Aufnahmeformats (24 mm × 36 mm) nur 43,3 mm beträgt. Einzelne Hersteller bezeichneten auch Objektive mit 55 mm bis 60 mm Brennweite noch als Normalobjektiv. Kompakte Kleinbildkameras mit fest montiertem Objektiv weisen dagegen häufig kürzere Brennweiten zwischen etwa 38 mm und 45 mm auf.
Bei Mittelformatkameras mit einem Aufnahmeformat von 6 cm × 6 cm ergibt sich entsprechend etwa 80 mm als Normalbrennweite. Im Falle des früher häufig verwendeten Rollfilmformats 6 × 9 cm gilt 100 mm als Normalbrennweite.
Bei Großformatkameras, die es von 4"×5″ Bildformat bis z. B. 8×10″ (Zoll) gibt, wird der Zusammenhang deutlich: ein Normalobjektiv für das Bildformat 6 cm × 9 cm (Bilddiagonale = 10,8 cm) mit einer Brennweite von 105 mm wäre für das nächstgrößere Format 9 cm × 12 cm (Bilddiagonale = 15,0 cm) schon eher ein leichtes Weitwinkelobjektiv.
Bei Digitalkameras gilt, unabhängig von der Pixelzahl, entsprechend die Diagonale der lichtempfindlichen Sensorfläche (siehe Formatfaktor).
Beim Four-Thirds-Standard für digitale Spiegelreflexkameras beträgt die aktive Sensordiagonale knapp 22 mm, als Normalbrennweite gilt hier 25 mm. Bei APS-C-Format (Sensordiagonale ca. 28 mm) entspricht die Normalbrennweite ungefähr 30 mm.

## Verwandte Themen
- Verzeichnung
- Schärfe
- Auflösung